# Tekellina helixicis
Espèce
Tekellina helixicis est une espèce d'araignées aranéomorphes de la famille des Synotaxidae.

## Distribution
Cette espèce est endémique du Yunnan en Chine,. Elle se rencontre dans le xian de Mengla.

## Description
Le mâle holotype mesure 0,94 mm, les mâles mesurent de 0,94 à 1,06 mm et les femelles de 1,18 à 1,53 mm.

## Systématique et taxinomie
Cette espèce a été décrite par Gao et Li en 2014.

## Publication originale
- Gao & Li, 2014 : « Comb-footed spiders (Araneae: Theridiidae) in the tropical rainforest of Xishuangbanna, Southwest China. » Zoological Systematics, vol. 39, no 1, p. 1-135 (texte intégral).